# Hussein Al-Sadiq
Hussein Al-Sadiq (ur. 15 października 1973) – były saudyjski piłkarz występujący na pozycji bramkarza.
Całą karierę reprezentował barwy klubu Al-Qadisiya z miasta Al-Chubar.
Z reprezentacją kraju był na Mistrzostwach Świata 1994 i Mistrzostwach Świata 1998. Nie zagrał jednak ani jednego meczu, przegrywając rywalizację z Mohammedem Al-Deayea. Uczestnik Pucharu Konfederacji 1995, 1997 i 1999. Mistrz Azji 1996. Z klubem wywalczył Puchar Następcy Tronu 1991/92, puchar (1993/94) i 2. miejsce (1992/1993) w Pucharze Federacji Arabii Saudyjskiej, Azjatycki Puchar Zdobywców Pucharów 1994 oraz 2. miejsce w Arabskim Pucharze Zdobywców Pucharów 1993/94.
Jako jeden z dwóch zawodników ponad limit wieku obok Mohammeda Al-Khilaiwi pojechał na igrzyska olimpijskie w Atlancie.